# Maria Callcott

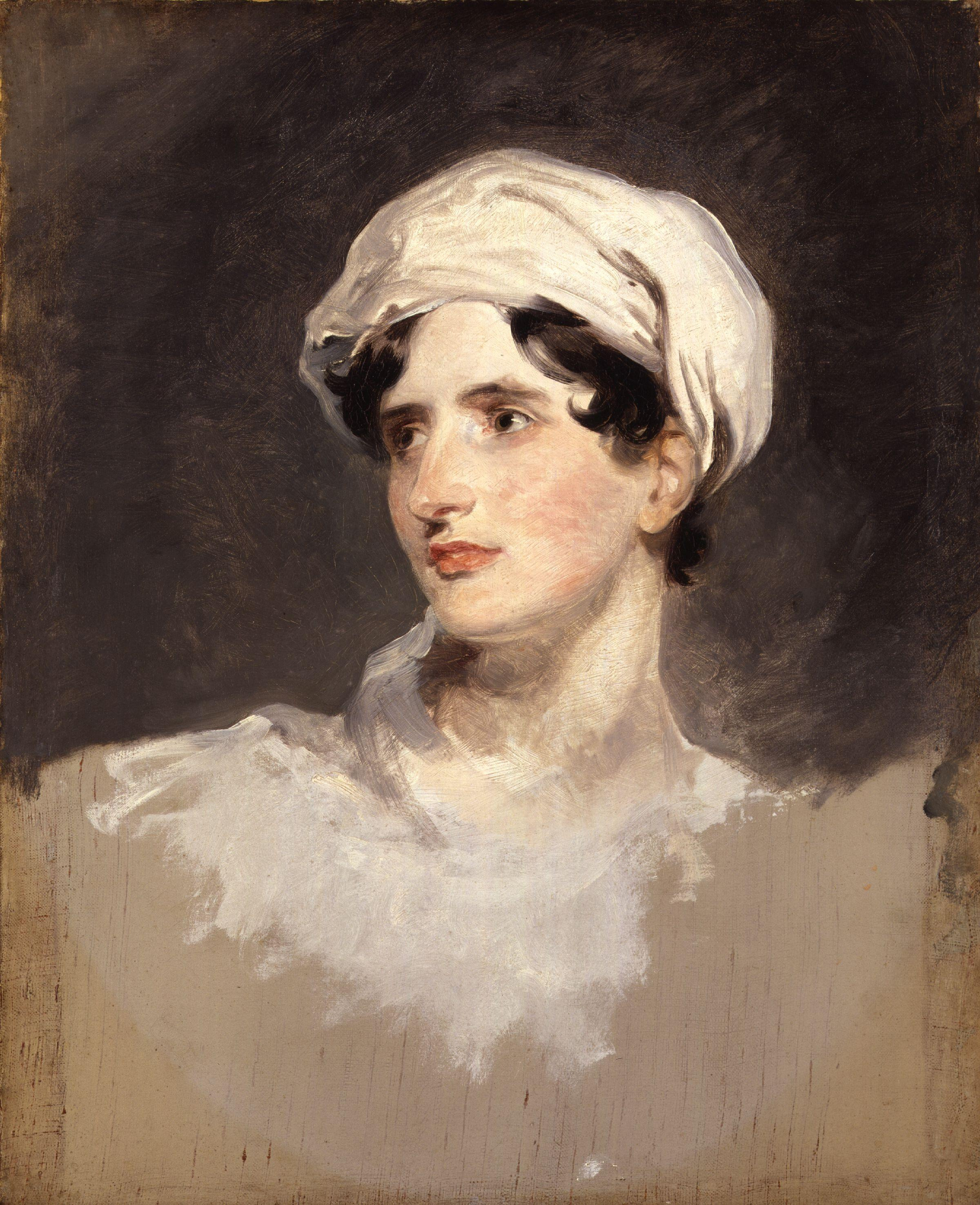
Maria Callcott (1819), gemalt von Thomas Lawrence

Maria Callcott, verw. Graham, geb. Dundas  (* 19. Juli 1785 in Papcastle bei Cockermouth; † 28. November 1842 in Kensington) war eine britische Botanikerin und Autorin. Sie unternahm zahlreiche Reisen und galt bei ihren Zeitgenossen als lebhafte und unkonventionelle Frau.

## Leben
Maria Callcott wurde als Tochter von Admiral George Dundas geboren. Schon als Kind entwickelte sie ein lebhaftes Interesse an Pflanzen. Besonders beschäftigte sie sich mit Blütenpflanzen und Bäumen. Sie wuchs auf der Isle of Man und in Cheshire auf. Die Schule besuchte sie in Oxford. Im Jahr 1808 begleitete sie ihren Vater auf eine Segelreise nach Indien. Sie lernte dort den Kapitän Thomas Graham kennen, den sie dann heiratete; mit ihm unternahm sie eine Reise durch Indien. Im Jahr 1811 kehrte sie nach England zurück. Kurz darauf ließ sie sich für einige Zeit in Italien nieder. Im Anschluss daran unternahm sie mit ihrem Mann eine Reise nach Südamerika. Als dieser während dieser Tour verstarb, beschloss Maria die Reise auf eigene Faust fortzusetzen. In Valparaíso in Chile arbeitete sie für ein halbes Jahr als Lehrerin. Danach erfolgte die Heimreise nach England. Dort machte sie die Bekanntschaft des Künstlers Augustus Wall Callcott, den sie anschließend heiratete. Mit ihm unternahm sie eine lange Reise durch Italien.

## Wirken
Maria Callcott verarbeitete ihre Reiseerlebnisse in Form von Populärliteratur. Auch als Kinderbuchautorin war sie erfolgreich. Als Botanikerin trat sie insbesondere mit den Werken Journal of a residence in India (1812), Journal of a voyage to Brazil (1814) und Scripture Herbal (1842) in Erscheinung. Zusätzlich zum Text fertigte sie im Buch Scripture of Herbal die Illustrationen selbst an. In den Kew Gardens wird ihre brasilianische Pflanzensammlung aufbewahrt.

## Nach Callcott benannte Taxa
Ihr zu Ehren wurde die Pflanzenart: Escallonia callcottia und  die Gattung Graemia benannt.

## Weiterführende Literatur
- Susanne Knecht: Flora Tristan und Maria Graham, Lady Callcott. Die zweite Entdeckung Lateinamerikas. EVA, Hamburg 2004, ISBN 3-434-50573-3.